# Лабарт (Жер)
Лаба́рт (фр. Labarthe) — коммуна во Франции, находится в регионе Юг — Пиренеи. Департамент — Жер. Входит в состав кантона Ош-Сюд-Эст-Сесан. Округ коммуны — Ош.
Код INSEE коммуны — 32169.

## География

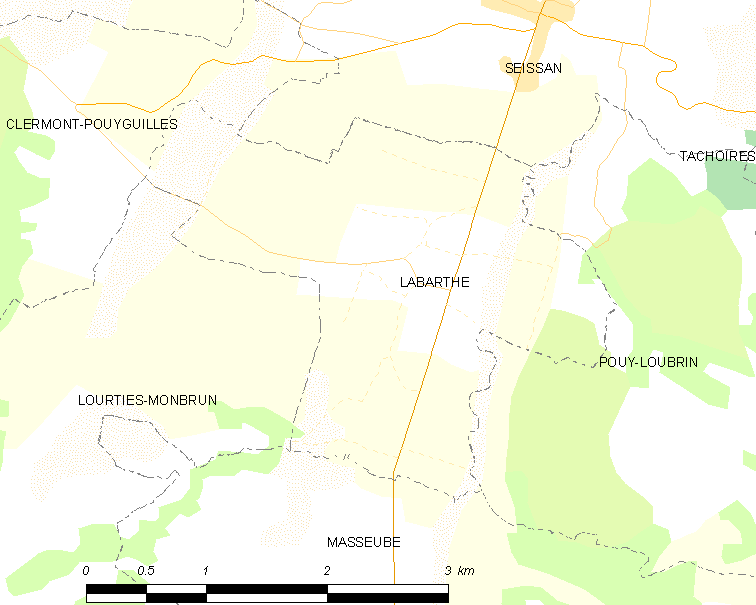
Карта коммуны

Коммуна расположена приблизительно в 620 км к югу от Парижа, в 75 км западнее Тулузы, в 19 км к югу от Оша.
На востоке коммуны протекает река Жер.

## Климат
Климат умеренно-океанический. Лето жаркое и немного дождливое, температура часто превышает 35 °С. Зимой часто бывает отрицательная температура и ночные заморозки. Годовое количество осадков — 700—900 мм.

## Население
Население коммуны на 2010 год составляло 169 человек.
| 1962 | 1968 | 1975 | 1982 | 1990 | 1999 | 2010 |
| ---- | ---- | ---- | ---- | ---- | ---- | ---- |
| 140  | 128  | 147  | 135  | 151  | 141  | 169  |

## Администрация
| Период | Период | Фамилия | Партия                              | Примечания |
| ------ | ------ | ------- | ----------------------------------- | ---------- |
| 2001   | 2020   | Пьер Ду | Французская коммунистическая партия |            |

## Экономика
В 2010 году среди 109 человек трудоспособного возраста (15-64 лет) 83 были экономически активными, 26 — неактивными (показатель активности — 76,1 %, в 1999 году было 69,9 %). Из 83 активных жителей работали 77 человек (44 мужчины и 33 женщины), безработных было 6 (2 мужчин и 4 женщины). Среди 26 неактивных 5 человек были учениками или студентами, 15 — пенсионерами, 6 были неактивными по другим причинам.